# Lois des Indes

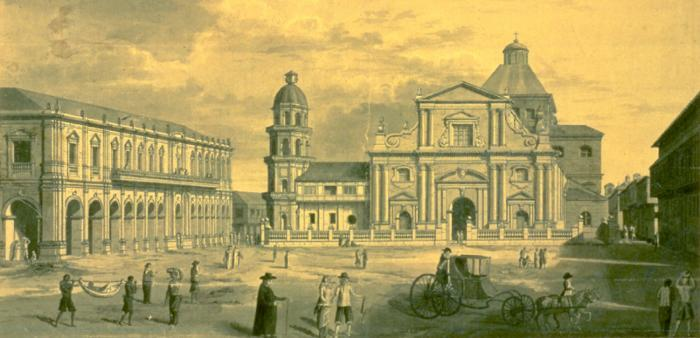
Place de Manille, aux Philippines.

Les lois des Indes (espagnol : Leyes de las Indias) sont l’ensemble des lois édictées par la Couronne espagnole pour les possessions américaines et philippines de son Empire. Elles ont réglementé la vie sociale, politique, religieuse et économique dans ces régions. Les lois sont composées d'une myriade de décrets, publiés au cours des siècles et des importantes lois du XVIe siècle, qui ont tenté de réglementer les interactions entre colons et indigènes, telles que les lois de Burgos (1512) et les Leyes Nuevas (1542).
Au cours des 400 ans de présence espagnole dans ces régions du monde, les lois ont été rassemblées à plusieurs reprises, notamment en 1680 sous Charles II dans la Recopilación de las Leyes de los Reynos de Indias (Compilation des lois des royaumes des Indes), devenu le recueil classique de lois, bien que des lois ultérieures en aient remplacé certaines parties et que d'autres compilations aient été publiées.

## Histoire
Les vice-royautés espagnoles dans les Amériques ont parfois engendré des conflits entre peuples autochtones (« Indigènes » ou « Indiens ») et colons espagnols. Les Espagnols ont tenté de contrôler les indigènes pour forcer leur travail. En même temps, des conflits politiques et d'application se sont produits entre les encomenderos et la Couronne.
Au XVIe siècle, deux des jeux de lois principaux promulgués régissaient l’interaction de l’Espagne avec les peuples autochtones, une question qui préoccupa rapidement la Couronne peu après les voyages de Christophe Colomb et son gouvernorat. Les lois de Burgos (1512), signées par le roi Ferdinand II d’Aragon, sont axées sur le bien-être des peuples autochtones conquis. La question est réexaminée après que Bartolomé de las Casas eut attiré l'attention sur des abus commis par des encomenderos. Les lois de Burgos sont révisées par les nouvelles lois de 1542 publiées par Charles Quint; et rapidement révisées à nouveau en 1552, après que les lois eurent rencontré la résistance des colons. Celles-ci sont suivies par les ordonnances relatives aux découvertes de 1573, qui interdisaient toute opération non autorisée contre des Amérindiens indépendants

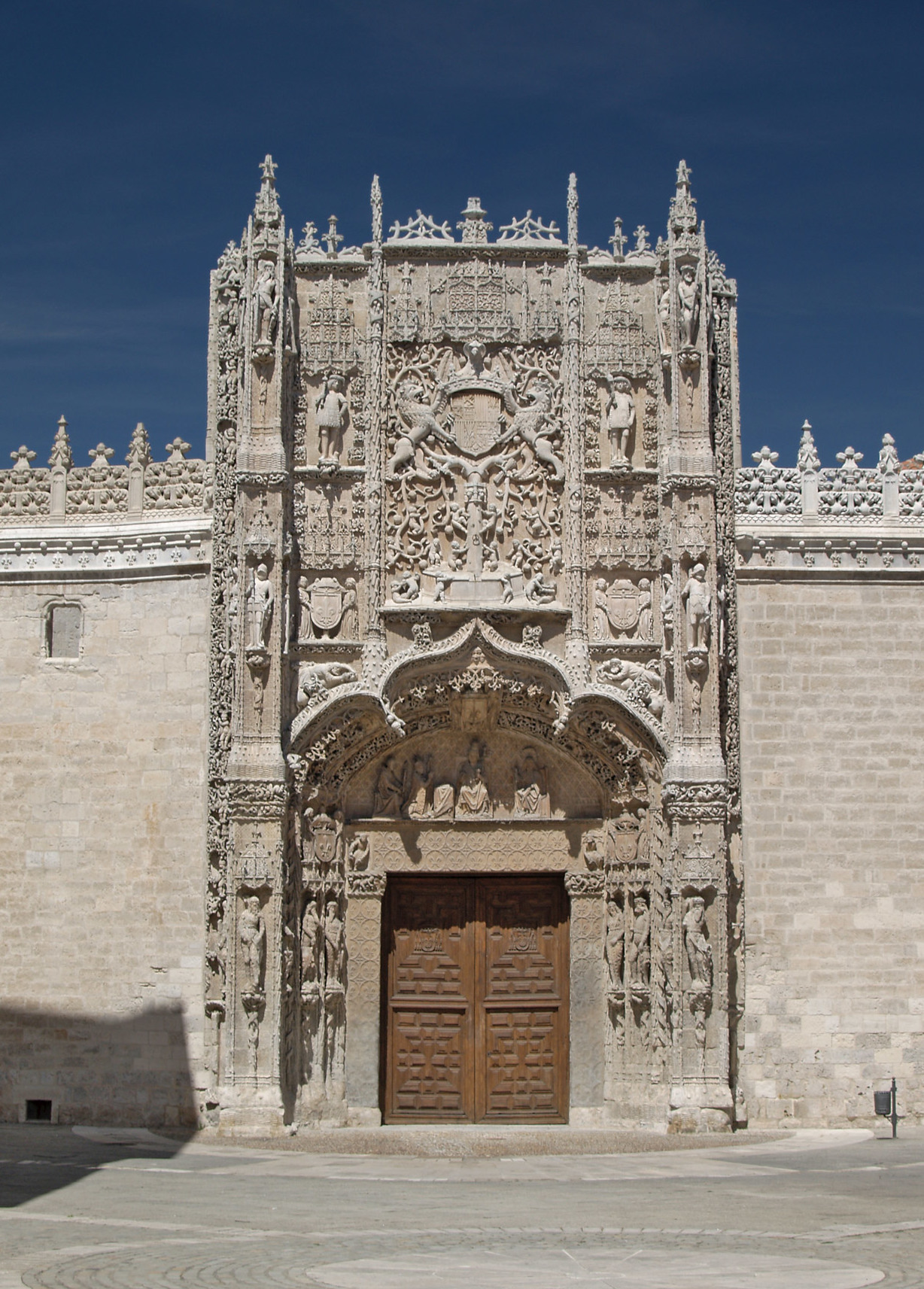
Collegio de San Gregorio, Valladolid.

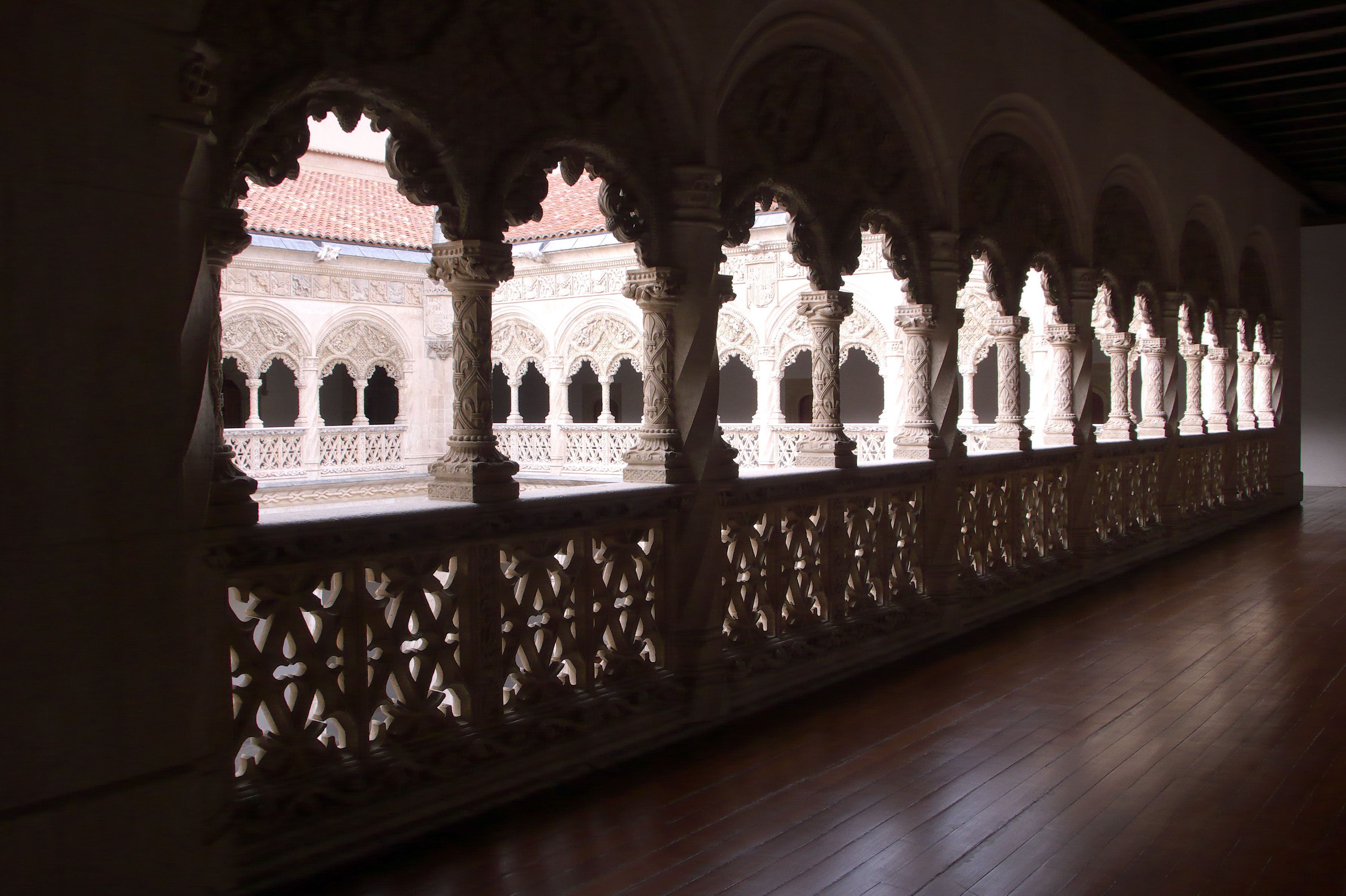
Collegio de San Gregorio, où sont nés les lois des Indes

La Controverse de Valladolid (1550-1551) fut le premier débat moral de l'histoire européenne à discuter des droits et du traitement d'un peuple colonisé par les colonisateurs. Tenu au Colegio de San Gregorio, dans la ville espagnole de Valladolid, ce fut un débat moral et théologique sur la colonisation des Amériques, sa justification pour la conversion au catholicisme et plus précisément sur les relations entre les colons européens et les indigènes de le nouveau monde. Elle consistait en un certain nombre de points de vue opposés sur la manière dont les autochtones devaient être intégrés à la vie coloniale, leur conversion au christianisme et leurs droits et obligations. Selon l'historien français Jean Dumont, le débat de Valladolid a constitué un tournant majeur dans l'histoire du monde, c'est à ce moment de l'Espagne qu'est apparu le début des droits de l'homme
Pour orienter et réglementer la création mise en place des presidios (villes militaires), missiones et pueblos (villes civiles), le roi Philippe II édicte la première version des lois des Indes.  Ce document se compose de 148 ordonnances visant à aider les colons à localiser, construire et peupler les colonies. Il codifie l'urbanisme et représente une des premières tentatives de planification générale. Signées en 1573, les Lois des Indes sont considérées comme les premières grandes lignes directrices en matière de conception et de développement des communautés. Ces lois ont été fortement influencées par le De Architectura de Vitruvius et par les traités de Leon Battista Alberti sur le sujet.

## Exemples: urbanisme
Dans le livre IV de la compilation de 1680 des Lois des Indes, des plans étaient exposés en détail pour chaque aspect de la création d'une communauté, y compris l'urbanisme. Voici des exemples de règles :
- Ceux qui devraient s’engager à construire une nouvelle colonie dans la forme et la manière déjà prescrites, qu’il s’agisse de plus ou de moins de 30 vecinos (hommes libres), (sachant qu') il devrait y avoir au moins douze personnes, il se voir accorder l'autorisation et le territoire conformément aux conditions prescrites.
- Après avoir choisi le site où la ville doit être construite, il doit, comme cela a déjà été indiqué, être situé dans un endroit surélevé et sain; avec des moyens de fortification; sur un sol fertile et avec beaucoup de terres pour l'agriculture et le pâturage; avoir combustible, bois et ressources; avoir de l’eau douce, une population autochtone, facilité de transport, accès et de sortie; être ouvert au vent du nord ; et, si sur la côte, il convient de prendre en compte la qualité du port et le fait que la mer ne soit ni au sud ni à l’ouest; et si possible pas à proximité de lagunes ou de marais dans lesquels se reproduisent des animaux toxiques, air et eau pollués.
- Les colons s’efforceront autant que possible d’avoir les bâtiments d’un seul type pour préserver la beauté de la ville.
- Au sein de la ville, les communs seront délimitées, suffisamment larges pour que, la population connaissant une expansion rapide, il y ait toujours suffisamment d’espace pour que les habitants puissent se divertir et emmener leur bétail au pâturage sans qu’ils ne causent de dégâts.

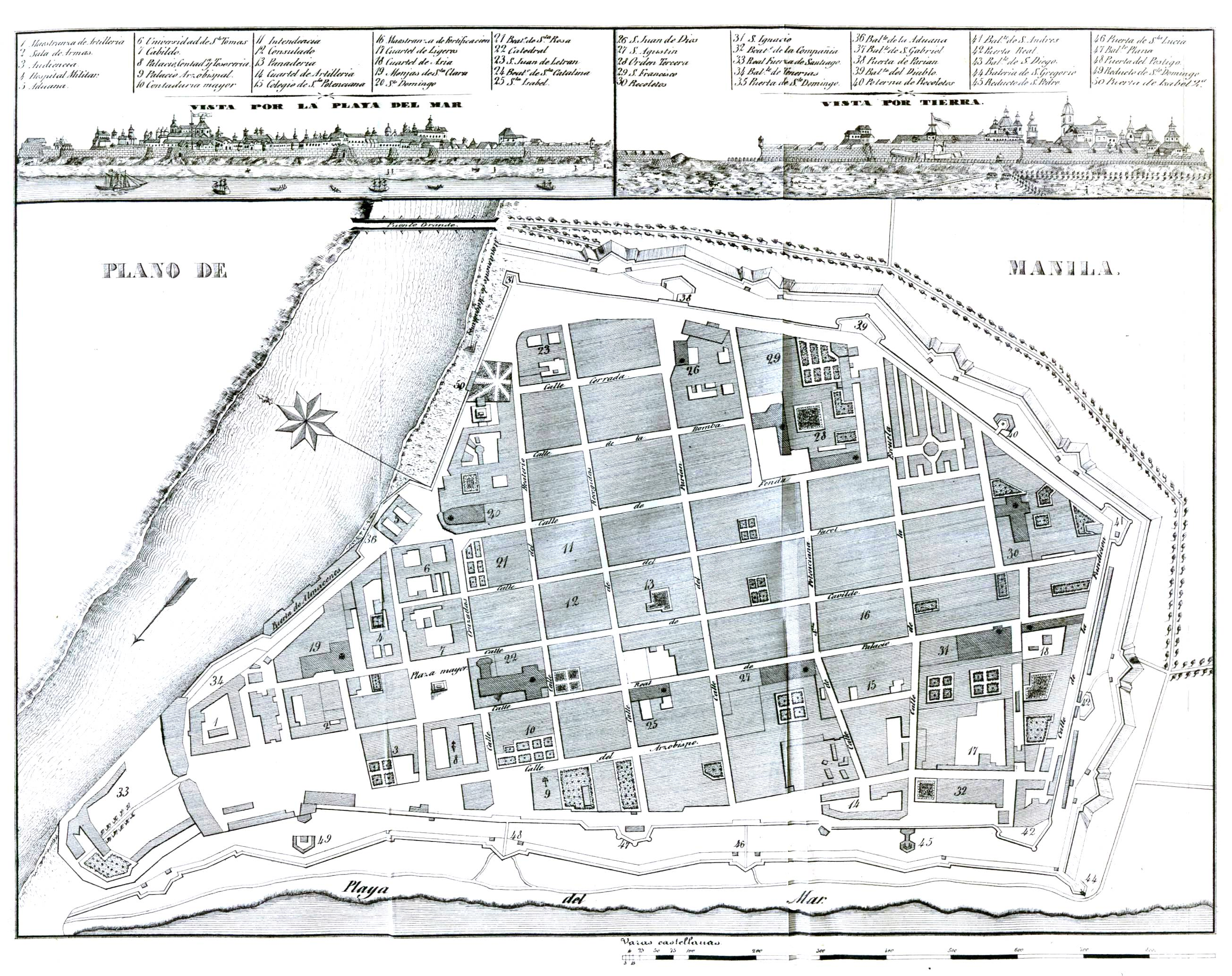
Plan de la ville fortifiée de Manille avec des éléments de planification coloniale présents

- Plan de la ville fortifiée de Manille avec des éléments de planification coloniale présents Le site et les terrains à bâtir pour les abattoirs, les pêcheries, les tanneries et autres entreprises produisant des déchets doivent être placés de manière que les saletés puissent être éliminées facilement.

Les lois spécifient de nombreux détails sur les villes. Un plan est centré sur une Plaza Mayor (place principale) de la taille dans les limites spécifiées, à partir de laquelle douze rues droites sont construites dans une grille rectiligne. Les directions des rues sont choisies en fonction des vents dominants, afin de protéger la Plaza Mayor. Les directives recommandent un hôpital pour les cas non contagieux près de l'église et un autre pour les maladies contagieuses plus éloignées
La plupart des cités fondées dans n'importe quelle partie de l'Empire espagnol en Amérique, avant que les différentes parties ne deviennent des pays indépendants, ont été planifiées conformément aux lois. Celles-ci incluent de nombreuses cités avec des noms espagnols situées dans ce qui maintenant constitue les États-Unis. La création d'une place centrale et d'un quadrillage rectiligne de rues, était étranger à la croissance aléatoire et organique qui a conduit à des rues sinueuses dans de nombreuses vieilles villes d'Espagne.

## Voir également
- Lois de Burgos - Lois de Burgos-1512
- Leyes Nuevas - Leyes Nuevas-1542
- Indian Reductions
- Réduction (missions catholiques)
- Urbanisme